# St. George Bank
St. George Bank ist eine australische Bank mit Firmensitz in Sydney, die seit Dezember 2008 zu Westpac gehört.
St. George ist vorwiegend in New South Wales tätig, das Tochterunternehmen
BankSA (ehemals State Bank of South Australia) ist die Bank mit der größten Anzahl Filialen in South Australia.
Das Unternehmen hat des Weiteren Standorte in anderen australischen Bundesstaaten sowie unter anderem in Bengaluru in Indien.

## Geschichte
Von 1937 bis 2002 lassen sich folgende Meilensteine der Bank hervorheben:

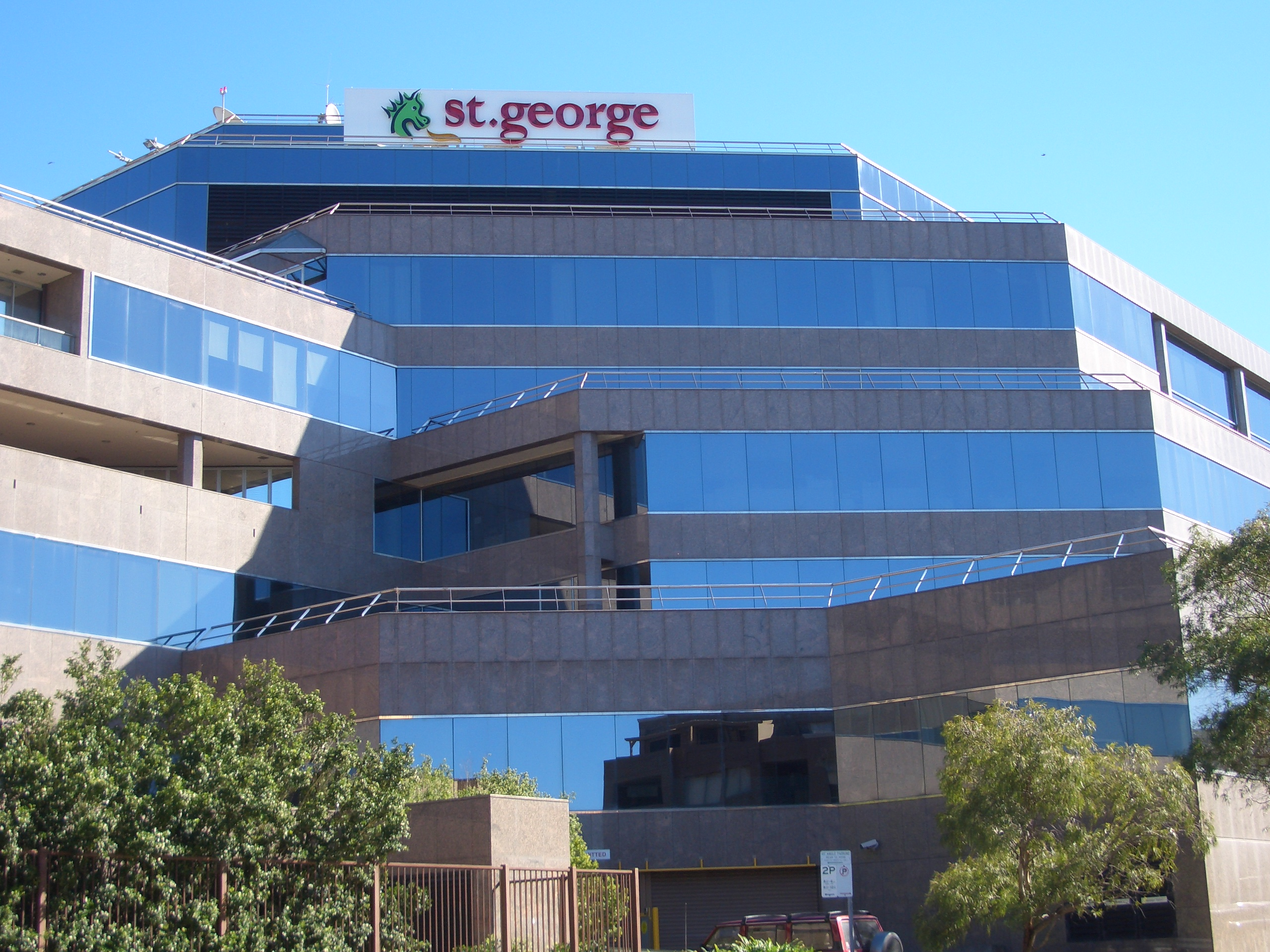
Hauptquartier St George Bank

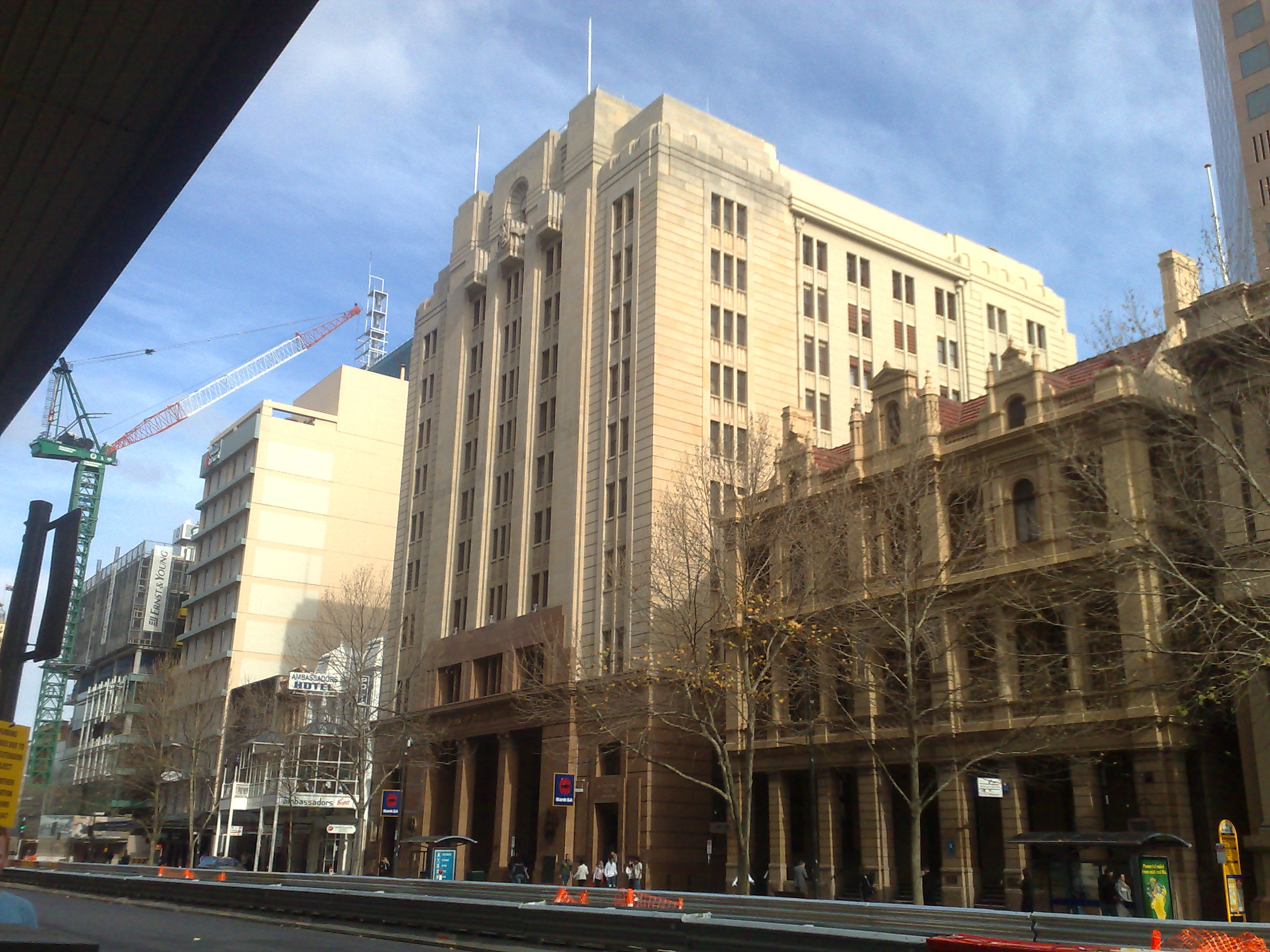
BankSA in Adelaide

- 1937: Gründung als genossenschaftlich organisierte Bausparkasse in den Vororten von Süd-Sydney.
- 1945: Fusion mit der Cronulla District Cooperative Building Society und hatte danach 38 Niederlassungen.
- 1992: Erwerb der Banklizenz.
- 1994: Erwerb der Commercial Banking Sparte von Barclays Australia. Einführung des Electronic Banking für Geschäftskunden.
- 1997: Kauf der BankSA. St.George Bank wurde damit die fünftgrößte Bank in Australien.
- 1998: Übernahme von Sealcorp.
- 1999: Es folgte der Erwerb von KPMG Financial Services.
- 2000: Kauf der Scottish Pacific Business Finance Group.
- 2001: Übernahme des australischen Kreditgeschäfts der Deutschen Bank.
- 2002: Joint Venture mit Foodstuffs, dem größten Supermarkteinzelhändler Neuseelands, zur Gründung einer Bank.

### Fusion mit Westpac
Im Mai 2008 hat die St.George-Gruppe Fusionsgespräche mit der Westpac Banking Corporation aufgenommen. Nach aufsichtsrechtlicher Genehmigung und Due Diligence stimmten die Aktionäre der Fusion im November zu. Am 1. Dezember 2008 wurde St.George Teil der Westpac-Gruppe, die fast 30 % der fusionierten Einheit beitrug und ein führendes Finanzdienstleistungsunternehmen Australiens schuf. Am 1. März 2010 wurde der Westpac-Konzern als zugelassene Einlageninstitution gegründet, und die juristische Person St.George Bank Limited wurde abgemeldet. Die St. George Bank ist heute ein bedeutender Geschäftsbereich der Westpac-Gruppe.
Auch nach der Übernahme durch Westpac sind die Markennamen St. George und BankSA erhalten geblieben.